# 颱風杰拉華 (2012年)
颱風杰拉華（英語：Typhoon Jelawat，國際編號：1217，聯合颱風警報中心：WP182012，菲律賓大氣地球物理和天文管理局：Lawin）為2012年太平洋颱風季第十七個被命名的風暴。「杰拉華」一名由馬來西亞提供，又名蘇丹魚，屬於淡水大尊鯉魚類，常見於大河流裏。。

## 發展過程
2012年9月18日，一個熱帶擾動在關島以東海面上形成，同日下午聯合颱風警報中心評為LOW。
9月19日下午4時，聯合颱風警報中心升為MEDIUM。
9月20日上午7時，聯合颱風警報中心發佈熱帶氣旋形成警報。隨後日本氣象廳升為熱帶低氣壓。下午2時，日本氣象廳發出烈風警報。下午8時，聯合颱風警報中心升格為熱帶低氣壓18W。
9月21日上午2時，日本氣象廳升格為熱帶風暴。隨後聯合颱風警報中心亦升為熱帶風暴。下午2時，日本氣象廳升格為強烈熱帶風暴。
9月22日杰拉華失去主要引導氣流，在菲律賓東南海域徘徊，並開始建立中心密集雲區，緩慢增強。
9月23日上午8時，日本氣象廳升格為颱風，同時聯合颱風警報中心升為一級颱風，隨後發展出風眼，並迅速增強。同日下午2時，聯合颱風警報中心升為三級颱風，下午8時升為四級颱風。
9月24日上午2時，聯合颱風警報中心升為四級超級颱風，其後開始眼牆置換而緩慢減弱，下午2時降為四級颱風。隨後眼牆置換完成，強度再次逐漸上升，下午8時又再次升為四級超級颱風。
9月25日上午2時，聯合颱風警報中心升為五級超級颱風，繼颱風三巴之後2012年颱風季第二個五級超級颱風，巔峰時一分鐘平均風速140節。晚上開始眼牆置換，杰拉華強度再次緩慢減弱。
9月26日上午8時，聯合颱風警報中心降為四級超級颱風。

颱風杰拉華在9月27日靠近沖繩縣

9月27日早上眼牆置換完成，發展出一個直徑超過65公里的風眼，繼續維持超級颱風強度。
9月28日上午8時，聯合颱風警報中心降為四級颱風。下午8時聯合颱風警報中心降為三級颱風。下午10時半左右在宮古島近海掠過，下午11時集結在宮古島東南約40公里。
9月29日上午8時，香港天文台將其降為強颱風，杰拉華開始減弱。中午12時左右在沖繩縣名護市附近掠過。下午2時，聯合颱風警報中心降為二級颱風。
9月30日上午2時，聯合颱風警報中心降為一級颱風。下午2時，聯合颱風警報中心降為熱帶風暴。下午2時在和歌山縣潮岬附近掠過，下午3時在新宮市沿岸附近從紀伊半島進入日本熊野灘。下午4時半在三重縣志摩市沿岸掠過，下午6時在愛知縣田原市登陸，並橫越日本本州。
10月1日上午2時，日本氣象廳降格為強烈熱帶風暴。同時，聯合颱風警報中心發佈最後的警報（Final Warning）。上午3時到達岩手縣宮古市附近，隨後進入三陸沖，並向釧路市移動。中午12時移至北海道以東海域。下午3時，日本氣象廳降格為熱帶風暴，並逐漸靠近千島近海。下午8時40分，日本氣象廳指，杰拉華在千島群島以東海域轉化為溫帶氣旋。

## 影響

### 菲律賓
最高熱帶氣旋警告：三號風暴信號
2012年9月20日下午4時，菲律賓大氣地球物理和天文管理局指集結於卡坦端內斯省比拉克以東910公里海面上的一個活躍低壓區（ALPA）增強為熱帶低氣壓，並命名為Lawin。
9月21日上午4時升為熱帶風暴。下午5時，菲律賓大氣地球物理和天文管理局向東薩馬省發出一號風暴信號，並預料會有每小時10至20毫升降雨，當時杰拉華正集結於北薩馬省卡塔曼市以東約560公里。
9月22日上午5時，菲律賓氣象部門向東薩馬省提升為二號風暴信號，並向索索貢省、北薩馬省、薩馬省和雷伊泰省發出一號風暴信號，預料會有每小時10至25毫升降雨，當時杰拉華正集結於東薩馬省博龍岸市以東約380公里。下午5時，菲律賓氣象部門向南雷伊泰省發出一號風暴信號，當時杰拉華正集結於東薩馬省博龍岸市以東約405公里。
9月23日上午5時，菲律賓氣象部門將東薩馬省降為一號風暴信號，取消對索索貢省、雷伊泰省和南雷伊泰省的一號風暴信號，當時杰拉華正集結於北薩馬省卡塔曼以東約485公里。上午11時，菲律賓氣象部門取消對東薩馬省和北薩馬省的一號風暴信號，當時杰拉華正集結於東薩馬省博龍岸市以東約330公里。
9月24日上午5時，菲律賓氣象部門解除所有風暴信號。
9月25日上午5時，菲律賓氣象部門向伊莎貝拉省、卡加延省、加拉鄢群島及巴布延群島再次發出一號風暴信號。下午5時一號風暴信號影響範圍增至巴丹群島，下午11時，一號風暴信號影響範圍增至阿巴堯省。
9月26日上午5時，菲律賓氣象部門向北伊羅戈省、卡林阿省、阿巴堯省、阿布拉省和伊莎貝拉省發出一號風暴信號，巴丹群島省、卡加延省、加拉鄢群島和巴布延群島發出二號風暴信號；並預料會有每小時10至25毫升降雨，當時杰拉華正集結於土格加勞以東約465公里。
9月27日上午7時，菲律賓氣象部門向巴丹群島省發出三號風暴信號。
9月28日上午5時，菲律賓氣象部門向卡加延省發出二號風暴信號，解除卡林阿省、阿布拉省和伊莎貝拉省的風暴信號，向上午11時，向巴丹群島省發出二號風暴信號；卡加延省和巴布延群島發出一號風暴信號，解除北伊羅戈省、阿巴堯省的風暴信號。下午5時，菲律賓氣象部門向巴丹群島省發出一號風暴信號，解除卡加延省和巴布延群島的風暴信號。下午11時，菲律賓氣象部門解除所有風暴信號。
杰拉華侵襲期間，共造成菲律賓宿霧省2死1失蹤。9月22日一名31歲死者是在撿拾貝殼時被雷電擊中死亡，另一名死亡的5歲男童被倒下的樹擊中後9月24日早上被證實死亡。另一名失蹤者被洪水沖走。

### 中国大陆

#### 福建
全省最高熱帶氣旋警告信號： 颱風黃色預警信號
2012年9月26日下午3時福建省氣象台發布颱風藍色預警。下午8時福建省氣象台發布颱風黃色預警。

### 台灣

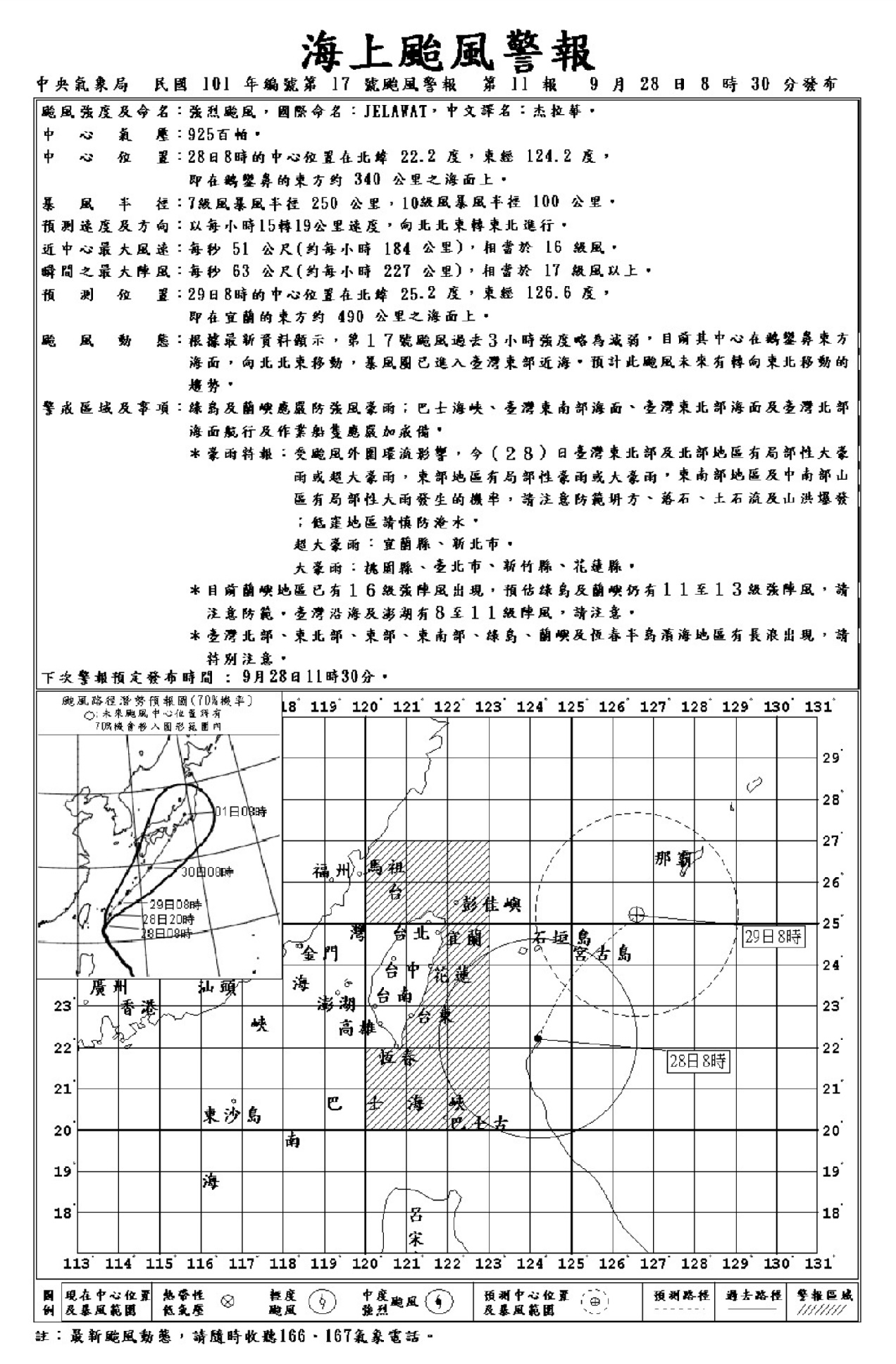
9月28日，台灣中央氣象局的海上颱風警報（第11報）

當地發出最高颱風警告：海上颱風警報
| 彭佳嶼 · 20.3 m/s板橋 · －鞍部 · 13.7 m/s竹子湖 · 3.8 m/s淡水 · 5.9 m/s基隆 · 12.5 m/s臺北 · 5.5 m/s新屋 · －新竹 · 5.8 m/s宜蘭 · 8.5 m/s蘇澳 · 9.4 m/s花蓮 · 11.7 m/s成功（新港） · 9.8 m/s臺東 · 7.5 m/s大武 · 7.5 m/s蘭嶼 · 32.5 m/s臺中 · 7.2 m/s梧棲 · 16.2 m/s日月潭 · 2.2 m/s阿里山 · 3.6 m/s嘉義 · 7.9 m/s玉山 · 11.9 m/s臺南 · 9.3 m/s高雄 · 5.2 m/s恆春 · 7 m/s澎湖 · 10.5 m/s東吉島 · 20.2 m/s金門 · 5.8 m/s馬祖 · 7.3 m/s 中華民國交通部中央氣象署署屬氣象測站測得最大持續風力。圖例： · 無數據 · 測得5級風或以下 · 測得6至7級風 · 測得8至9級風 · 測得10至11級風 | 彭佳嶼 · 30.9 m/s板橋 · －鞍部 · 28.6 m/s竹子湖 · 19.1 m/s淡水 · 16.2 m/s基隆 · 23.6 m/s臺北 · 16.6 m/s新屋 · －新竹 · 18.8 m/s宜蘭 · 17.3 m/s蘇澳 · 19.6 m/s花蓮 · 21.4 m/s成功（新港） · 23.6 m/s臺東 · 20 m/s大武 · 17.4 m/s蘭嶼 · 54.8 m/s臺中 · 18.3 m/s梧棲 · 30.3 m/s日月潭 · 5.5 m/s阿里山 · 8.7 m/s嘉義 · 15.6 m/s玉山 · 18.5 m/s臺南 · 19.3 m/s高雄 · 12 m/s恆春 · 17.7 m/s澎湖 · 22.7 m/s東吉島 · 29.8 m/s金門 · 16.6 m/s馬祖 · 18.2 m/s 中華民國交通部中央氣象署署屬氣象測站測得最大陣風。圖例： · 無數據 · 測得5級風或以下 · 測得6至7級風 · 測得8至9級風 · 測得10至11級風 · 測得16級風或以上 |

### 日本

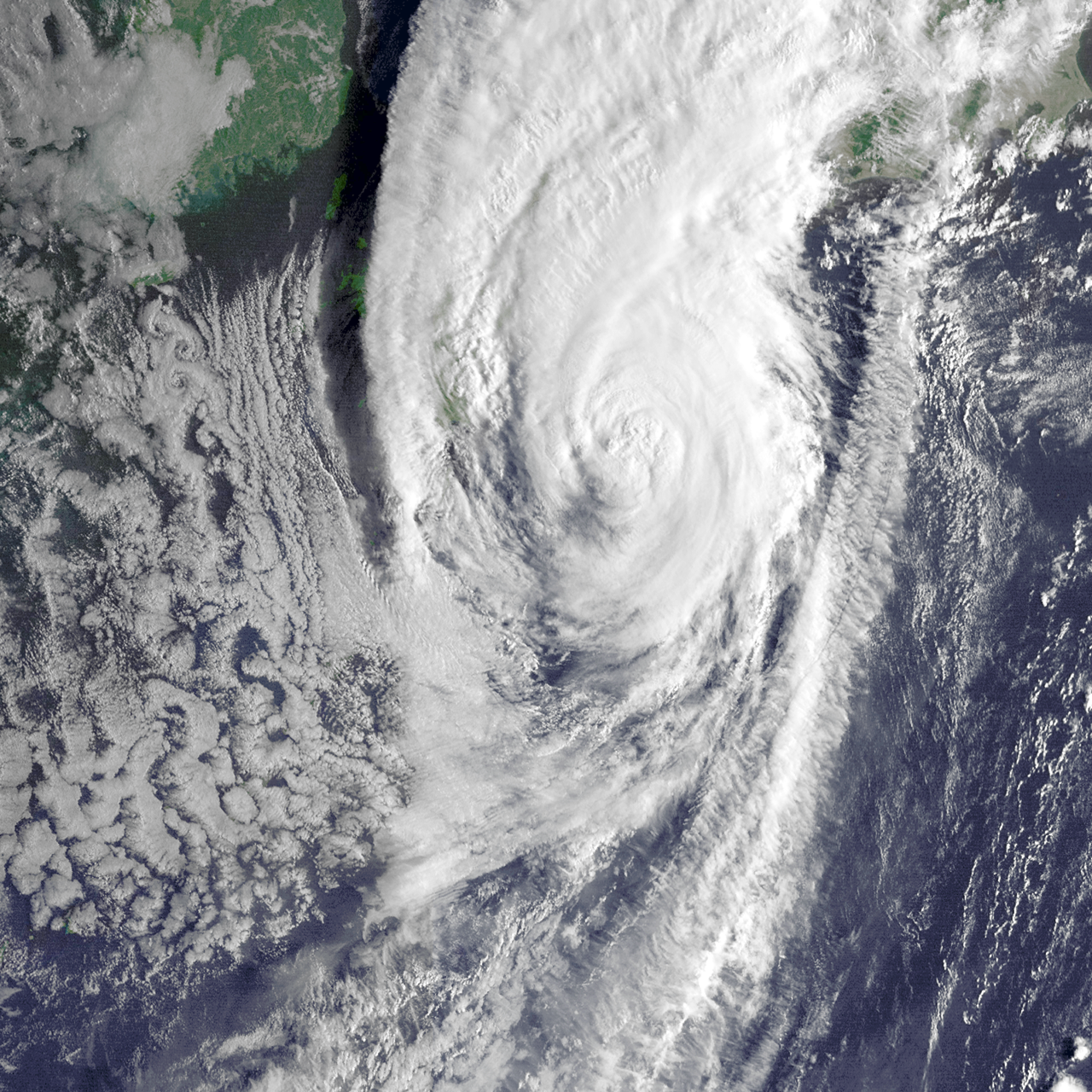
9月29日晩上，接近登陸日本的颱風杰拉華

2012年9月28日上午4時44分，石垣島地方氣象台發布暴風警報，警報範圍包括石垣市和竹富町。上午6時10分，宮古島地方氣象台發布暴風警報，警報範圍包括宮古島市和多良間村。上午7時01分至13時08分，石垣島地方氣象台向與那國町發布暴風警報。

## 熱帶氣旋信號使用記錄

### 菲律賓
| 菲律賓大氣地球物理和天文管理局 風暴信號 | 菲律賓大氣地球物理和天文管理局 風暴信號 | 菲律賓大氣地球物理和天文管理局 風暴信號 |
| --------------------------------------- | --------------------------------------- | --------------------------------------- |
| 上一熱帶氣旋                            | 一號風暴信號                            | 下一熱帶氣旋                            |
| 颱風天秤                                | 一號風暴信號                            | 強烈熱帶風暴格美                        |
| 颱風天秤                                | 二號風暴信號                            | 熱帶風暴山神                            |
| 颱風蘇拉                                | 三號風暴信號                            | 颱風寶霞                                |

### 台灣
| 交通部中央氣象局 颱風警報 | 交通部中央氣象局 颱風警報 | 交通部中央氣象局 颱風警報 |
| ------------------------- | ------------------------- | ------------------------- |
| 上一熱帶氣旋              | 海上颱風警報              | 下一熱帶氣旋              |
| 中度颱風天秤              | 海上颱風警報              | 強烈颱風蘇力              |

## 外部連結
- （日語）日本氣象廳首頁 （页面存档备份，存于）
- （英文）聯合颱風警報中心首頁 （页面存档备份，存于）
- （简体中文）中央氣象台首頁
- （繁體中文）中央氣象局首頁 （页面存档备份，存于）
- （繁體中文）香港天文台首頁 （页面存档备份，存于）
- （繁體中文）澳門地球物理暨氣象局首頁 （页面存档备份，存于）